# Ковалевский, Максим Михайлович
Макси́м Миха́йлович Ковале́вский (род. 19 марта 1971, Москва) — российский актёр и радиоведущий, диджей, обладатель премии «Радиомания-2009», в номинации «Ток-шоу».

## Биография
Максим Ковалевский родился в Москве в 1971 году. Окончив средне-образовательную школу, в 1986 году поступил в музыкальное училище при Московской Консерватории П. И. Чайковского (класс ударных инструментов). В 1991 году эмигрировал в Германию, где продолжал обучение в Берлинской высшей школе музыки имени Эйслера (нем. Hochschule für Musik „Hanns Eisler“ Berlin).
В 1993 году Максим становится капитаном КВН сборной Германии. Получив диплом по специальности «солист и дирижёр духового оркеста, солист симфонического оркестра, преподаватель детской музыкальной школы», заканчивает с музыкой и сосредотачивается на работе в театре, в кино и на телевидении. В 2003 году Ковалевский появляется в эфире радио «Русский Берлин», где работает до 2008 года. В 2008 году Ковалевский возвращается в Москву, где становится ведущим шоу «Достань Звезду» на «Ретро FM». С января 2010 по август 2015 года Максим Ковалевский работал ведущим на Радио «Маяк», сначала в паре с Леной Батиновой, а затем в составе шоу «Ранеты». Был ведущим шоу «Ивановы» на Радио «Маяк» совместно с Натальей Шорох и Алексеем Тимофеевым. В дуэте с Натальей Шорох работал в вечернем шоу «Добрый вечер, Профсоюзы». В сентябре 2015 года Максим вернулся на «Ретро FM» диджеем. С 6 ноября 2016 ведёт шоу «Дорогие гости с Максимом Ковалевским» также на Ретро FM.

## Фильмография
| Год          |    | Русское название                  | Оригинальное название             | Роль                          |
| ------------ | -- | --------------------------------- | --------------------------------- | ----------------------------- |
| 1969—2011    | с  | Место преступления                | Tatort                            |                               |
| 1985—2011    | с  | Линденштрассе                     | Lindenstraße                      | Tschekov                      |
| 1994—2011    | с  | Сильная группа                    | Ein starkes Team                  |                               |
| 1994—2008    | с  | Именем закона                     | Im Namen des Gesetzes             | Gregor Kabulan                |
| 1997—2011    | с  | Береговая охрана                  | Küstenwache                       | Борис                         |
| 1998         | ф  | Блок-пост                         | Straßensperre                     | Алекс                         |
| 2000         | ф  | Англия!                           | England!                          | Шурик                         |
| 2000         | ф  | Враг у ворот                      | Enemy at the Gates                | Снайпер, политрук             |
| 2001—2011    | с  | Криминальный кроссворд            | SOKO Leipzig                      | Виталий                       |
| 2001         | ф  | Мой милый дом                     | My Sweet Home                     | Владимир                      |
| 2001—2011    | с  | Криминальный кроссворд            | SOKO Kitzbühel                    | Борис                         |
| 2003         | ф  | Дальний свет                      | Lichter                           | Schlepper                     |
| 2003         | тф | Savannah                          | Savannah                          | Виктор                        |
| 2004         | ф  | Турбофорсаж                       | Autobahnraser                     | Monteur Bogdan                |
| 2004         | тф | Янтарный амулет                   | Das Bernsteinamulett              | Russe Musica                  |
| 2004         | ф  | Превосходство Борна               | The Bourne Supremacy              | Иван                          |
| 2005         | тф | Die letzte Schlacht               | Die letzte Schlacht               |                               |
| 2006         | тф | Любовь в Кёнигсберге              | Eine Liebe in Königsberg          | Russischer Zollbeamter im Zug |
| 2005         | тф | Eine Stadt wird erpresst          | Eine Stadt wird erpresst          | Юрий Грибов                   |
| 2007—2008    | с  | Спецназ                           | GSG 9 - Die Elite Einheit         | Михаил                        |
| 2009         | тф | Моя жизнь - Марсель Райх-Раницкий | Mein Leben - Marcel Reich-Ranicki | Rotarmist                     |
| 2010         | ф  | Шальные деньги                    | Snabba Cash                       | серб в Гамбурге               |
| 2010         | ф  | Vater Morgana                     | Vater Morgana                     | Владимир                      |
| 2011         | тф | На запад! Свобода любой ценой     | Go West - Freiheit um jeden Preis | Dimitri                       |
| 2011         | ф  | 4 дня в мае                       | 4 Days in May                     | Фрадкин                       |
| 2012         | тф | Девушка и смерть                  | The Girl and Death                | Бруно                         |
| 2019—2020    | с  | Барс                              | Оригинальное название неизвестно  | Антон Богданов                |
| 2021 — н. в. | с  | Экипаж 314                        | Саныч                             |                               |

## Компьютерные игры
- 2018 — Кровная вражда: Ведьмак. Истории — Эйк из Денесле[1]

## Радиостанции
- 2003—2008 — Радио «Русский Берлин»
- 2008—2009; с 2015 — Ретро FM
- 2010—2015 — Радио Маяк

## Награды
Лауреат премии «Радиомания-2009» в номинации «лучшее ток-шоу».